# Újegyház
Újegyház (románul Nocrich, németül Leschkirch, vagy Neukirch) falu  Romániában Szeben megyében, az azonos nevű község központja.

## Fekvése
Nagyszebentől 34 km-re északkeletre fekszik.

## Története
1263-ban Nogrech néven említik először. Nagyméretű szász erődített evangélikus temploma van. Az 1876-os megyerendezésig a kilenc szász szék egyikének, Újegyházszéknek a központja volt. 1910-ben 1243 lakosából 639 német, 351 román és 100 magyar volt. A trianoni békeszerződésig Szeben vármegye Újegyházi járásának székhelye volt. 1992-ben társközségeivel együtt 2495 lakosából 2095 román, 312 cigány, 79 német és 6 magyar volt.

## Látnivalók
- Evangélikus erődtemplom

## Híres emberek
- Itt született 1529-ben Andreas Friedsmann erdélyi szász evangélikus lelkész.
- Itt született 1721-ben báró Samuel von Brukenthal, Erdély kormányzója.
- Itt született 1788-ban Johann Karl Albrich, ügyvéd, az erdélyi szász univerzitás jogtanácsosa.